# Чечулин, Дмитрий Николаевич
Дми́трий Никола́евич Чечу́лин (9 [22] августа 1901, Шостка, Черниговская губерния, Российская империя — 29 октября 1981, Москва) — советский архитектор, художник, сценограф

, педагог. Герой Социалистического Труда (1976). Народный архитектор СССР (1971). Лауреат трёх Сталинских премий (1941, 1949, 1953). Академик Академии художеств СССР. Академик Академии архитектуры СССР.
Главный архитектор Москвы в 1945—1949 годах. Известен как инициатор проекта высотного строительства в Москве, а также как автор ключевых для советской архитектуры 1960—1980-х годов зданий, в том числе гостиницы «Россия» (1964—1967) и Дома советов РСФСР (1965—1981).

## Биография

### Ранние годы
Отец Дмитрия Чечулина, Николай Александрович, родился в Петрозаводске в рабочей семье. Получив специальность слесаря, он переехал в Санкт-Петербург, где работал на Путиловском и Охтинском пороховом заводах. В 1896 году был направлен на Шосткинский пороховой завод. В 1900 году за выдающуюся службу и производственные усовершенствования его наградили званием личного почётного гражданина. Супруга Николая Александровича — Анна Ивановна — была портнихой и зарабатывала частными заказами. 22 августа (9 августа) 1901 года в селе Шостка, в доме на улице Заводской (ныне дом № 3 по улице Короленко), родился Дмитрий Чечулин. В семье, кроме Дмитрия, было ещё двое детей: брат Василий и сестра Валентина.
Семья Чечулиных была творческой: Николай Чечулин организовывал спектакли в заводском клубе, а Дмитрий помогал отцу в создании декораций. Василий стал художником, а сестра занималась художественной росписью по тканям.
Начальное образование Дмитрий получил в церковно-приходской школе, продолжил обучение в городском четырёхклассном начальном училище. В 1918 году поступил на химическое отделение политехнического техникума (ныне Химико-технологический колледж имени Ивана Кожедуба Шосткинского института Сумского государственного университета) при Шосткинском заводе, где работал в вечерние смены, чтобы поддержать семью после кончины отца в 1917 году. В те же годы служил в батальоне, созданном для охраны завода. Там он рисовал наглядные пособия и агитационные плакаты.
Первую самостоятельную работу создал в 17 лет. Это был деревянный обелиск с изображениями вождей революции в городском сквере Шостки, установленный взамен снесённого в январе 1918 году бронзового бюста императора Александра II. Бюст был создан в 1871 году в честь 100-летия Шосткинского порохового завода, на котором в своё время работал как сам Дмитрий Чечулин, так и его отец. Деревянный обелиск был уничтожен вошедшими в Шостку в начале апреля 1918 года немцами.
В 1921 году добровольцем зачислился в Красную Армию, стал заместителем командира батальона по политчасти и одновременно занимался изготовлением наглядной агитации. Командование, заметив его способности, отправило его получать профильное образование в Москву.

### Обучение воВХУТЕМАСе
В 1923 году поступил на архитектурный факультет Высших художественно-технических мастерских в Москве, отказавшись от первоначальной идеи идти на живописный факультет.
О том времени он оставил записи в своих мемуарах:
Собрался, взял с собой самодельный этюдник с самодельными красками… Вот и всё моё имущество. И ещё взял с собой мандолину, подарок отца. В длинной шинели с нашивками, в буденовке приехал в Москву. Поезд подошёл к перрону Киевского вокзала. Мог ли я подумать, что спустя несколько лет по моим проектам будут сооружены пригородный вокзал и станция метро «Киевская»?
Поступив во ВХУТЕМАС, занимался в мастерской профессора-конструктивиста Николая Докучаева, а затем перешёл к Алексею Щусеву. При этом известно, что будущий архитектор не принимал конструктивистскую архитектуру своих учителей, она ему совершенно не нравилась. Чечулин оформлял выставки, витрины, писал портреты.
Параллельно с обучением на архитектурном факультете продолжал заниматься живописью. Полтора года проработал в художественной студии Авагима Миганаджаяна и вместе с ним в 1924 году победил в конкурсе на оформление интерьеров «Нововарваринской» гостиницы в Москве. Это привело к знакомству с театральными художниками, а затем и в театр: Д. Чечулин оформлял постановки столичных театров, в том числе спектакли «Елизавета Петровна» и «Царь Фёдор Иоаннович» для МХАТа, «Борис Годунов» для Большого театра и многие другие постановки. Однако увлечение театральной работой стало отвлекать от обучения и будущий архитектор свернул работу в роли художника.
Ещё во время обучения присоединился к работе драматурга Дмитрия Смолина в проектировании народного театра на 12 тысяч зрителей без живописных декораций, со сценой наподобие цирковой арены и использованием свето- и цветомузыки. Через два года, к 1928-му, был готов пятый вариант проекта, а в 1929 году на создание механического макета Наркомом просвещения были выделены 12 тысяч рублей. Однако проект так и не был реализован из-за отсутствия заинтересованного заказчика. Впоследствии новаторские идеи были применены в Концертном зале имени П. И. Чайковского и Концертном зале гостиницы «Россия».
В 1927 году его направили в Тверь, где в рамках практики он руководил восстановлением разрушенных во время гражданской войны зданий, корпусов текстильных фабрик.

### Начало карьеры
В январе 1930 года защитил диплом во ВХУТЕИНе (образован на базе ВХУТЕМАСа) на тему «Здания для ведомства по вопросам культуры». Чуть ранее, в 1929 году по распределению начал работать в «Проектгражданстрое» под руководством Григория Бархина и Евгения Шервинского. Через год перешёл в Государственный институт проектирования городов, в отдел больничного строительства. Совместно с архитектором Н. В. Гофманом-Пылаевым построил хирургический корпус клинической больницы в Брянске, патолого-анатомический корпус при клинической больнице в Воронеже, поликлинику им. Дзержинского в Москве, а также больницы в Архангельске, Самаре, Дзержинске. К тому периоду относится и новое здание Горьковского индустриального института.
В июле 1931 года был объявлен конкурс на строительство Дворца Советов на месте снесённого Храма Христа Спасителя. Практически никто из крупнейших архитекторов, кроме Бориса Иофана и Ивана Жолтовского, не принял участие в первом этапе конкурса — это связывают с тем, что они могли знать о грядущей смене государственного стиля, повороте от конструктивизма к неоклассике. Из 160 поданных проектов только два были решены в новой стилистике — проект И. Жолтовского и совместный проект Д. Чечулина и А. Жукова, также сподвижника А. Щусева. В феврале 1932 проект получил первую премию (всего было вручено 16 премий — 3 высших, 3 первых, 3 вторых и 3 третьих). На последующих этапах для Дворца было выбрано совершенно иное решение, однако успешное участие в конкурсе принесло известность архитектору.

### Довоенный период
В 1931 году Пленум ЦК ВКП (б) поставил задачу разработать Генеральный план реконструкции Москвы. В сентябре 1933 года для этого было созданы 10 проектных и 10 планировочных мастерских Московского совета, которым было поручено проектирование больших городских комплексов. Проектной мастерской № 2 руководил А. Щусев, и в сентябре 1933 года он пригласил к себе Д. Чечулина. В 1935 году его назначили бригадиром мастерской № 2. Где-то в 1937 или 1938 году, во время начавшейся кампании против А. Щусева, Д. Чечулин возглавил его мастерскую и достраивал с видоизменениями некоторые из зданий, спроектированные ещё А. Щусевым. Например, концертный зал имени П. И. Чайковского.
В мастерской, строящей гостиницу «Москва», Щусеву был доверен огромный коллектив молодых специалистов. Но он, видимо, не сумел оценить того высокого доверия, которое оказало ему государство, и поступил далеко не по-советски. Ущемление авторских прав молодых специалистов недостойно настоящего мастераЦитата из письма Чечулина, процитированного в «Правде»
В 1939 году его назначили начальником управления проектирования Моссовета. Позднее мастерская войдёт в состав Моспроекта, где он будет руководить ей вплоть до конца жизни.
В 1930-е годы начались работы по строительству первой линии московского метрополитена. Архитектор проектировал вестибюли станций метро «Комсомольская» и «Киевская». В соответствии с лозунгом «Строим лучшее в мире метро!», принятым ЦК партии, обе станции вышли богато декорированными в противовес «голому функционализму западноевропейской подземки». Также он работал над вестибюлями метро «Динамо» и «Охотный ряд».
С 1934 по 1936 год был слушателем новосозданной Всесоюзной Академии архитектуры. Во время обучения в числе других аспирантов он побывал в Австрии, Италии, Франции, Греции, Египте, Ближнем Востоке, Турции. В 1937 году на I Всесоюзном съезде советских архитекторов его избирали членом президиума правления Союза советских архитекторов.
В 1939 году на Всесоюзной сельскохозяйственной выставке был возведён павильон «Московская, Тульская и Рязанская области», сейчас известный как павильон № 59 «Зерно» (к 1954 году архитектор его несколько видоизменит).
В 1940 году участвовал в экспериментах по поточно-скоростному строительству 12 жилых домов по Ленинскому проспекту; конкретно ему принадлежит проектирование домов № 12 и № 16. Также он принимал участие в проектировании будущего Кутузовского проспекта, где уже после войны по его плану был выстроен дом № 18.

### Во время Великой Отечественной войны

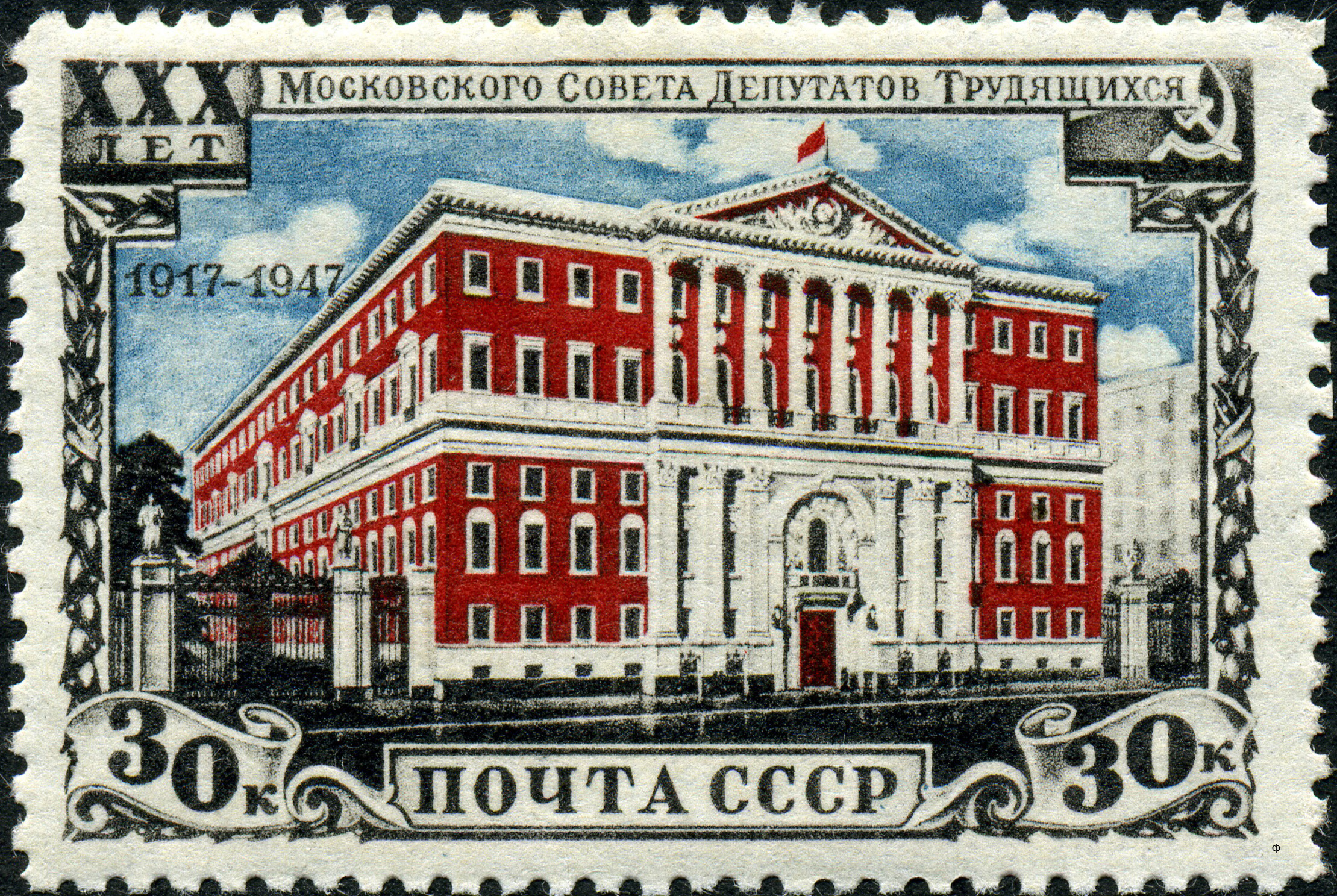
Надстроенное здание Моссовета

В годы войны, занимая должность начальника проектирования Москвы, организовывал штаб маскировки города и командовал военизированной ротой инженерной разведки. С 1942 года возглавлял специальную комиссию по восстановлению разрушенных зданий и сооружений.
В 1943 году совместно со скульптором Николаем Томским создал один из первых военных памятников — путепровод со скульптурами и памятными знаками на Ленинградском шоссе, напоминающий о победе под Москвой.
В 1944 году, взяв в соавторы Михаила Посохина и Ашота Мндоянца, надстроил перемещённое при расширении Тверской улицы в 1937—1938 годах здание Моссовета — бывший дом московского генерал-губернатора. Этой реконструкции предшествовали 18 отвергнутых проектов Ивана Жолтовского, разработанных в 1939—1944 годах: архитектор отказывался реализовать идеи московских градоначальников.

### Деятельность на посту главного архитектора города Москвы в 1945—1949 годах

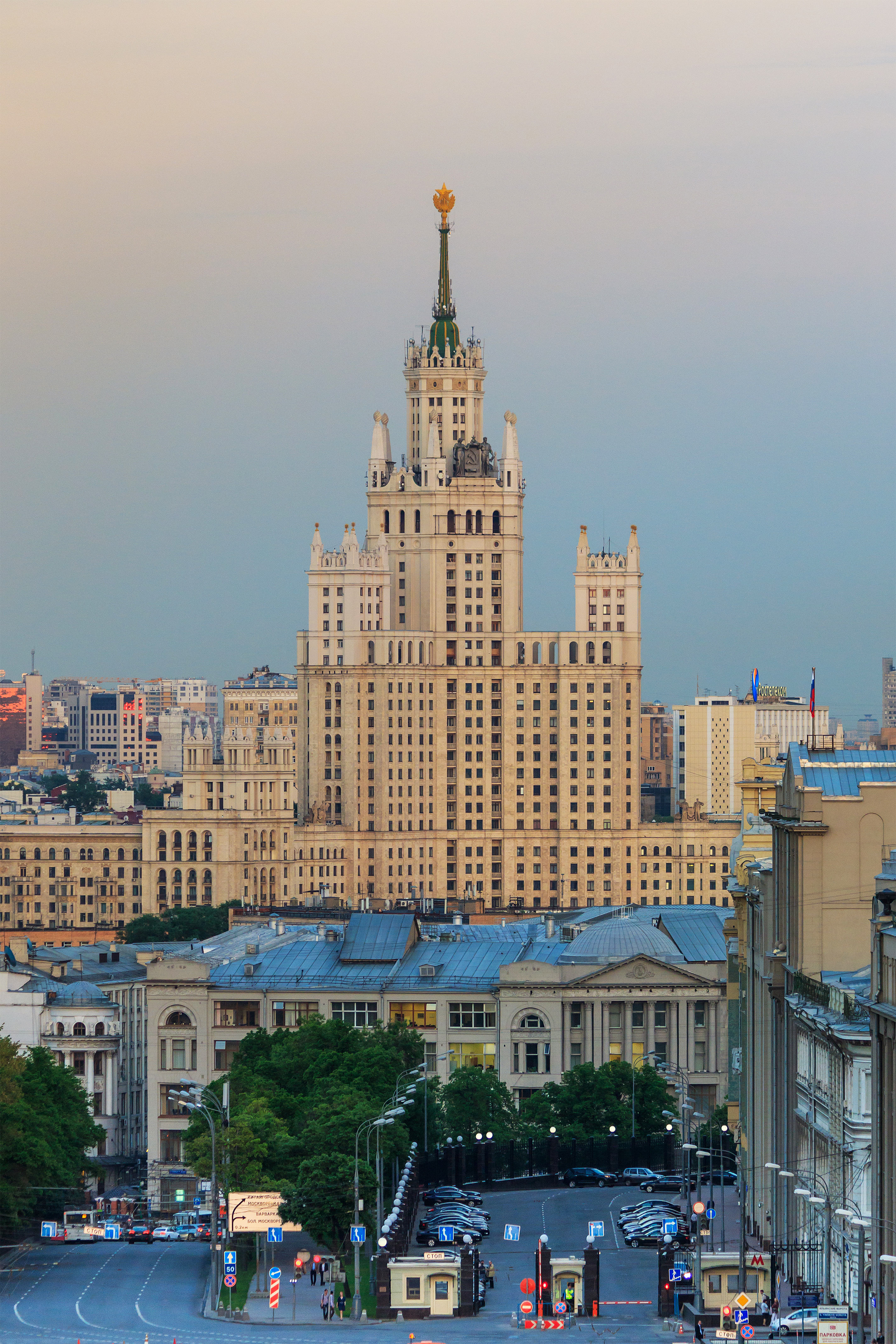
Жилой дом на Котельнической набережной

Проект высотки в Зарядье

Совместно с архитектором Абрамом Заславским в 1944 году подготовил предложения по первоочередным работам в Москве в связи с празднованием 800-летия столицы, которое отмечалось в 1947 году. Предполагалось завершить реконструкцию главных магистралей и площадей, отреставрировать памятники, возвести новые монументы, подготовить книги по истории архитектуры столицы.
Высотное строительство тоже было приурочено к юбилею. Сооружение высоток в Москве стало возможно согласно Постановлению Совета Министров СССР «О строительстве в Москве многоэтажных зданий», вышедшему в январе 1947 года и развивавшему идеи Генерального плана Москвы 1935 года, разрешавшего возводить дома выше 9—12 этажей. Формальным автором идеи строительства серии высоток считается И. Сталин, всё более разочаровывавшийся в идее Дворца Советов, однако в своих мемуарах архитектор указывал, что идею кольца московских небоскрёбов подал он лично.
Видя, что силуэт старой Москвы спасти невозможно, я много размышлял над тем, как сохранить исторически сложившийся характер нашей столицы. Мысль о высотных зданиях пришла во время работы над конкурсным проектом дома на Котельнической набережной. Некоторые коллеги, заботясь о том, как бы не перекрыть крупным зданием красивую композицию древних соборов на Швивой горке, предлагали построить здесь малоэтажное здание. Я же видел возможность масштабного сопоставления.
В 1945 году архитектор был назначен главным архитектором Москвы, незадолго до этого вступив в ВКП(б). На новой должности с 1947 года он руководил работами по проектированию высотных зданий, для строительства каждого из которых были созданы авторские группы. Уже к весне 1949 года без всяких публичных конкурсов были готовы проекты восьми зданий. Сам архитектор работал над двумя запланированными высотками — жилым домом на Котельнической набережной (совместно с архитектором Андреем Ростковским и главным инженером Л. М. Гохманом) и административным зданием в Зарядье.
Дом на Котельнической набережной стал продолжением девятиэтажного жилого дома, стоявшего вдоль Москвы-реки и спроектированного архитектором ещё до войны. Один из корпусов будущей высотки начали возводить в 1937 году, и к началу масштабного строительства в 1947 году, когда для нового дома снесли четыре соседних переулка (Большой и Малый Подгорные, Курносов и Свешников), он стоял 8-этажным недостроем. Сложный характер местности с перепадом высот заставил архитектора включить будущий кинотеатр «Иллюзион» в тело нового дома. И чтобы компенсировать потерю площадей, центральную часть высотки архитектор увеличил с 16 до 26 этажей (вместе с техническими помещениями высота дома составила 32 этажа). Уже в 1952 году 176-метровый дом на 700 квартир начали заселять: большую часть квартир заняли сотрудники НКВД, остальные квартиры дали деятелям культуры и науки; среди жильцов дома был и сам архитектор.
На посту главного архитектора Москвы также занимался разработкой и реализацией масштабного проекта реконструкции центра Москвы, рассчитанного на 20—25 лет. Необходимость реконструкции стала следствием строительства «высоток», требовавшего ансамблевого решения градостроительных узлов.

### 1950—1970-е годы, последние годы жизни

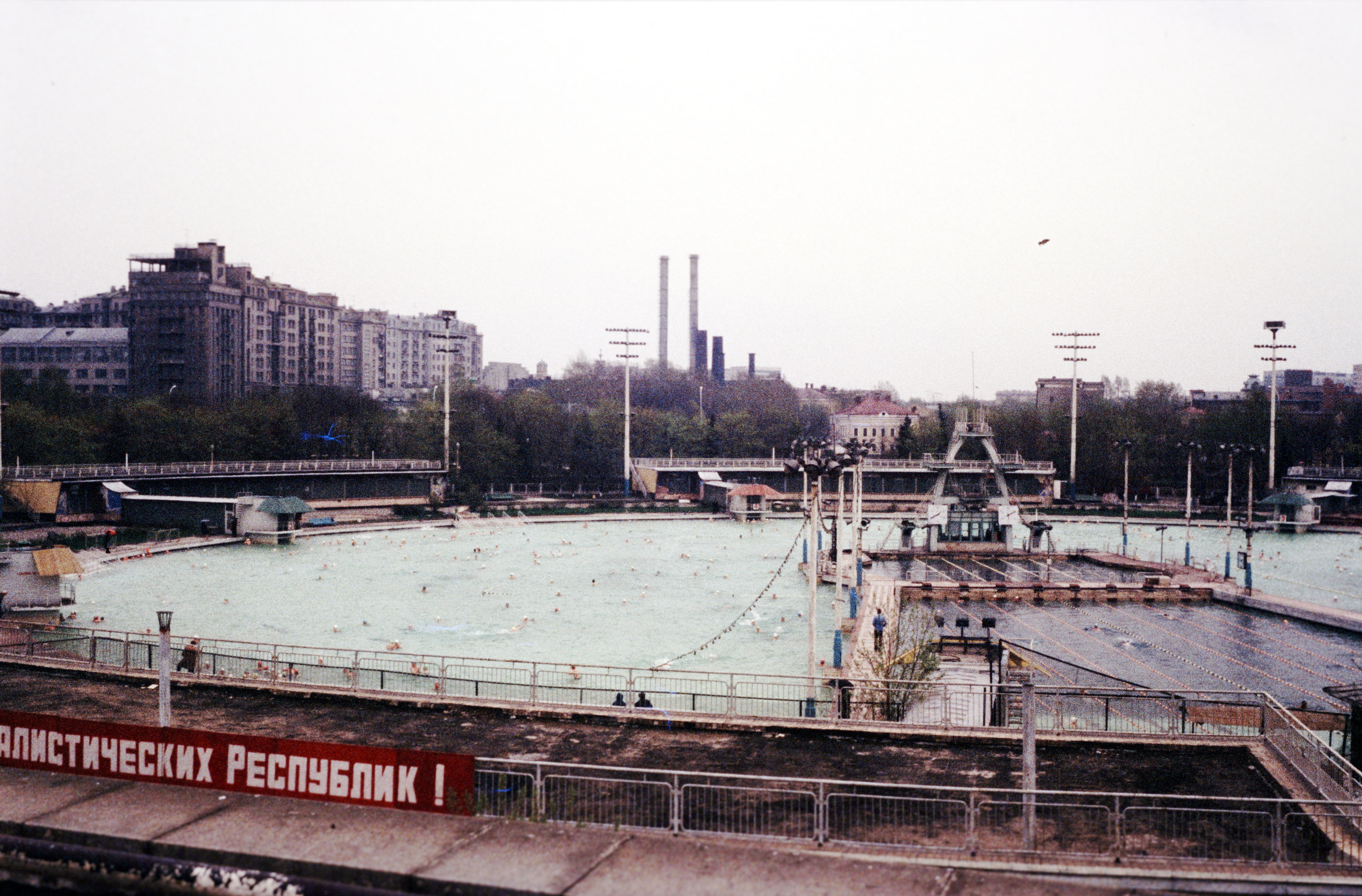
Бассейн «Москва» в 1981 году

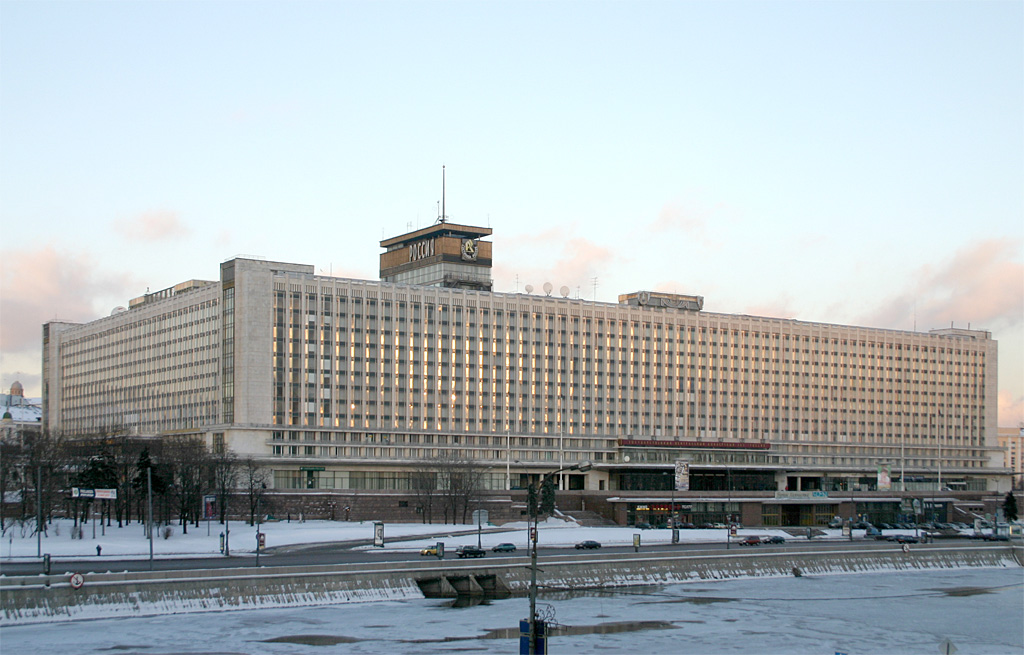
Гостиница «Россия» в 2004 году

В сентябре 1949 года постановлением Совета министров СССР «О работе архитекторов Чечулина Д. Н. и Ростковского А. К.» за злоупотребления Чечулин был снят со всех занимаемых административных постов и отстранен от всех градостроительных проектов, кроме высотного здания в Зарядье, которое в итоге так и не было построено.
В январе 1950 года архитектора на посту главного архитектора Москвы сменил Александр Власов, приехавший из Киева вместе с Никитой Хрущёвым. С этого момента его влияние стремительно сходит на нет. Стройка в Зарядье начинает буксовать. Формально из-за нехватки ресурсов, так как все силы Управления строительством Дворца советов были брошены на скорейшее завершение второго проекта ведомства — Главного здания МГУ. К моменту смерти И. Сталина в 1953 году в Зарядье был готов фундамент, но последовавшая хрущёвская борьба с «архитектурными излишествами» не оставила проекту шансов. Архитектор разрабатывал десятки проектов новых зданий, которые использовали бы готовый фундамент, но их все отклоняли, что для архитектора было большим ударом.

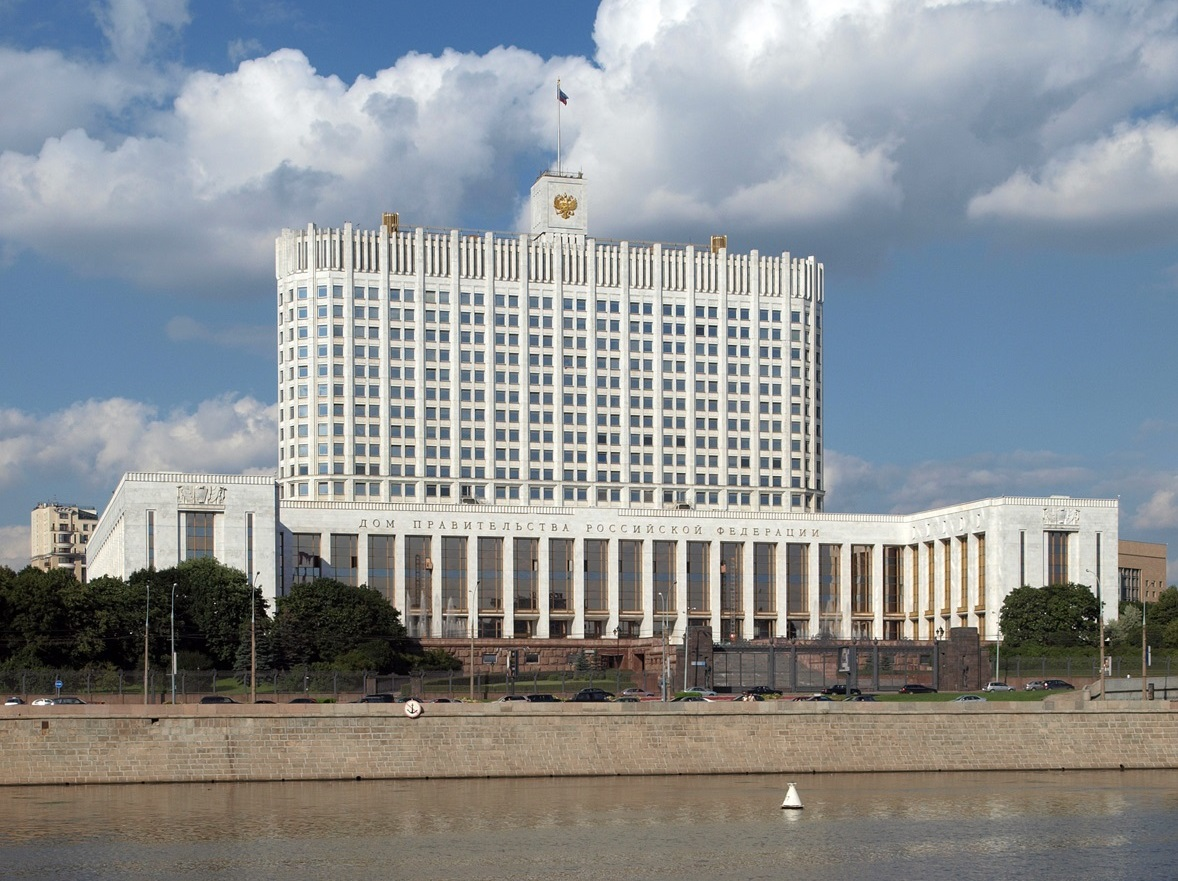
Дом Советов РСФСР — Дом Правительства России

В 1957 году посетил КНР и спроектировал Дом радио в Пекине. По возвращении он занимался проектированием типовых проектов школ, больниц и других общественных учреждений Москвы.
К 1958 году был достроен довоенный проект архитектора — гостиница «Пекин» напротив концертного зала имени П. И. Чайковского. Тогда же на площади появился памятник Владимиру Маяковскому.
В 1960 году предложил и реализовал проект открытого плавательного бассейна «Москва» вместо котлована, оставшегося после прекращения строительства Дворца Советов на месте взорванного Храма Христа Спасителя. Площадь бассейна составляла 13 тысяч квадратных метров, он мог принять до двух тысяч человек. На территории были построены павильоны и благоустроен пляж.
C завершением строительства Дворца Съездов в Кремле возникла необходимость во вместительной гостинице. Её проектирование поручили мастерской архитектора. Так у него появилась возможность использовать территорию Зарядья и уже готовые фундаменты. После краткой командировки 1958 года в Лондон и Париж архитектор создал проект гостиницы «Россия», рассчитанной на пять тысяч человек (2722 номера). После строительства с 1964 по 1967 год она стала крупнейшим в мире гостиничным комплексом. В южном корпусе находился центральный концертный зал на 2600 мест, открытый в 1971 году, а в стилобате под ним — двухзальный кинотеатр «Зарядье» на 1500 мест. Объёмы гостиницы были сравнимы с объёмом основания непостроенной высотки.
В апреле 2004 года была впервые высказана идея снести гостиницу, в 2006 году «Россия» перестала работать как гостиница. Демонтаж начался в марте того же года и завершился к началу 2008.
Также в 1959 году его назначили главным архитектором Всемирной выставки, которую планировали принять в Москве к 50-летию Октября в 1967 году.

Могила Чечулина на Новодевичьем кладбище Москвы.

Последней крупной работой архитектора стал Дом Советов РСФСР (ныне Дом Правительства Российской Федерации) на Краснопресненской набережной, за проектирование и строительство которого его отметили Ленинской премией. В его архитектуре он воплотил идею, заложенную в проекте Дома Аэрофлота: над развитой монументальной нижней частью сооружения поднимается высокий плоский корпус, углы которого мягко закруглены.
Преподавал архитектуру в Московском высшем художественно-промышленном училище.
Архитектор был крупным общественным деятелем, неоднократно избирался депутатом Моссовета, депутат Верховного Совета СССР 2-го созыва. В декабре 1979 года был избран академиком Академии художеств СССР. Академик Академии архитектуры СССР. Председатель Московского отделения Союза архитекторов СССР (1937—1942).
Постоянно жил в Москве, в доме на Котельнической набережной. Умер 29 октября 1981 года в Москве. Похоронен на Новодевичьем кладбище (участок № 3; памятник — скульптор Г. Чечулина, архитектор Д. Великорецкий).

### Семья
Дочь — Галина Дмитриевна Чечулина (род. 1926) — скульптор-керамист.
В 1929 году женился на Александре Трофимовне Васюченко.

## Награды и звания
- Герой Социалистического Труда (1976)
- Народный архитектор СССР (1971)
- Ленинская премия (1984)
- Сталинская премия первой степени (1940) — за архитектурные проекты станций «Киевская» и «Комсомольская» Московского метрополитена имени Л. М. Кагановича (1935—1938)[56]
- Сталинская премия первой степени (1949) — за архитектурный проект административного здания в Зарядье[35][57]
- Сталинская премия (1953) — за выдающиеся изобретения и коренные усовершенствования методов производственной работы
- Премия Совета Министров СССР (1976)
- Два ордена Ленина (1947, 1976)
- Орден Октябрьской Революции (1971)
- Два ордена Трудового Красного Знамени (1939, 1957)
- Орден Дружбы народов (1981)
- Орден «Знак Почёта» (1939)
- Медаль «За трудовую доблесть» (1940)
- Медаль «В память 800-летия Москвы»
- Медаль «В ознаменование 100-летия со дня рождения Владимира Ильича Ленина»
- Медаль «За доблестный труд в Великой Отечественной войне 1941—1945 гг.»

## Творческое наследие

### Реализованные проекты
| Год окончания строительства | Название проекта                                                                            | Местонахождение                                    | Современное состояние                                           |
| --------------------------- | ------------------------------------------------------------------------------------------- | -------------------------------------------------- | --------------------------------------------------------------- |
| 1935                        | Здание 1-го корпуса Политехнического института                                              | Нижний Новгород, улица Минина, 24                  | Сохранилось, достроено архитектором И. Ф. Нейманом              |
| 1935                        | Вестибюль станции метро «Комсомольская» (радиальная)                                        | Москва, Сокольническая линия метрополитена         | Сохранился                                                      |
| 1935                        | Восточный вестибюль станции метро «Охотный ряд»                                             | Москва, Москва, Сокольническая линия метрополитена | Сохранился                                                      |
| 1936                        | Здание поликлиники имени Ф. Э. Дзержинского Наркомтяжпрома СССР                             | Москва, Китайгородский проезд, 7                   | Сохранилась                                                     |
| 1936                        | Кинотеатр «Москва» (реконструкция)                                                          | Москва, Триумфальная площадь, 1                    | Сохранился                                                      |
| 1937                        | Восточный вестибюль станции метро «Киевская» (радиальная)                                   | Москва, Филёвская линия метрополитена              | Разобран                                                        |
| 1938                        | Восточный вестибюль станции метро «Динамо»                                                  | Москва, Замоскворецкая линия метрополитена         | Сохранился                                                      |
| 1939                        | Павильон № 59 «Зерно»                                                                       | Москва, ВДНХ                                       | Сохранился                                                      |
| 1940                        | Воронежская областная клиническая больница                                                  | Воронеж, Транспортный сквер                        | В руинированном состоянии сохранилась только ротонда            |
| 1940                        | Концертный зал имени П. И. Чайковского                                                      | Москва, Триумфальная площадь, 4/31                 | Сохранился                                                      |
| 1940                        | Жилые дома (совместно с архитектором Аркадием Мордвиновым)                                  | Москва, Ленинский проспект, дома 12 и 16           | Сохранились                                                     |
| 1943                        | Мост Победы                                                                                 | Москва, Ленинградское шоссе                        | Видоизменён при реконструкции 1960—1961, сохранились скульптуры |
| 1943                        | Скульптурная композиция «Триумф Победы» (совм. со скульптором Н. Томским)                   | Москва, Мост Победы                                | Сохранилась                                                     |
| 1946                        | Жилой дом                                                                                   | Москва, Кутузовский проспект, 18                   | Сохранился                                                      |
| 1952                        | Жилой дом на Котельнической набережной                                                      | Москва, Котельническая набережная, 1/15            | Сохранился                                                      |
| 1954                        | Павильон «Украина»                                                                          | Москва, ВДНХ                                       | Сохранился                                                      |
| 1958                        | Гостиница «Пекин»                                                                           | Москва, Большая Садовая улица, 5                   | Сохранилась                                                     |
| 1958                        | Памятник Владимиру Маяковскому                                                              | Москва, Триумфальная площадь                       | Сохранился                                                      |
| 1960                        | Бассейн «Москва»                                                                            | Москва, улица Волхонка, 15                         | Демонтирован                                                    |
| 1967                        | Здание Всероссийской государственной библиотеки иностранной литературы имени М. И. Рудомино | Москва, Николоямская улица, 1                      | Сохранилось                                                     |
| 1969                        | Гостиница «Россия»                                                                          | Москва, улица Варварка, 8А                         | Демонтирована                                                   |
| 1979                        | Дом Правительства Российской Федерации                                                      | Москва, Краснопресненская набережная, 2            | Сохранился                                                      |

### Другие неосуществлённые архитектурные проекты
- 1934 — Здание Управления Аэрофлота (Дом Аэрофлота) планировалось возвести на площади Белорусского вокзала как памятник героической советской авиации, спасшей в 1934 году экипаж затонувшего парохода «Челюскин». Вместе с архитектором над проектом работал скульптор Иван Шадр. Однако из-за неверного выбора места строительства проект так и не был реализован. В дальнейшем общие идеи Дома Аэрофлота получили воплощение в Доме Советов РСФСР[65][66][35];
- 1936 — Большой академический кинотеатр. На конкурс были представлены три проекта, один из которых разработал архитектор совместно с К. К. Орловым. Все проекты были признаны неудачными в связи со слишком большими размерами проектируемого кинотеатра и недостаточной проработкой плана реконструкции площади Свердлова, на которой планировалось строительство.

### Литературное наследие
Опубликовал около 40 книг, брошюр, монографий и статей по вопросам архитектуры, градостроения и проектного дела.
В 1978 году были опубликованы мемуары архитектора «Жизнь и зодчество», записанные Ю. Бычковым.

## Оценки
Ещё в 1950-е годы высотные здания в Москве, строительством которых руководил архитектор, критиковались в рамках «борьбы с украшательством» и «излишествами в архитектуре». В целом же критика советского периода подчёркнуто нейтральна. Так, Анатолий Журавлёв — автор наиболее полного описания жизни и творчества архитектора — говорит, что его работы «в целом соответствуют генеральной направленности советской архитектуры», но тут же делает оговорку, что вкусы и решения Д. Чечулина не всегда разделялись его коллегами. Например, гостиницу «Пекин» критиковали за непропорциональность, критике подвергались и проекты в центре Москвы, построенные на месте исторического Зарядья: высотное здание «восьмая сестра», а позже — гостиница «Россия», признанная архитектурной ошибкой. Уже постсоветский исследователь истории советской архитектуры Дмитрий Хмельницкий ещё более радикален в оценках: по его мнению, «проекты и постройки Чечулина примитивны и одномерны даже с точки зрения внутренних критериев сталинской архитектуры» и во многих случаях являются «перепевами одного и того же мотива примитивно декорированной ступенчатой башни». И тем не менее признано, что высотные здания, построенные под руководством архитектора, являются архитектурными доминантами и признанными достопримечательностями Москвы.

## Память
- В 1982 году Средний Купавенский проезд в московском районе Ивановское был переименован в улицу Чечулина.
- Имя архитектора в 1982—1991 годах носил Московский архитектурно-строительный техникум[4][70].
- К столетию со дня рождения Д. Чечулина в Шосткинском государственном краеведческом музее[укр.] была открыта постоянная экспозиция, посвящённая его жизни и творчеству. На её открытии присутствовали главный архитектор Киева Сергей Бабушкин и главный архитектор Москвы Александр Кузьмин[7].
- На домах, где жил архитектор, установлены мемориальные доски:
  - в 1989 году[источник не указан 2802 дня] в Москве (Котельническая набережная, 1/15). Надпись на доске гласит, что «В этом доме с 1963 года по 1981 год жил Герой Социалистического Труда, Народный архитектор СССР, лауреат Ленинской и Государственных премий СССР Дмитрий Николаевич Чечулин»[71];
  - в 2009 году в Шостке (улица Короленко, 3)[72].